# 罗达尔布河畔明希韦勒
罗达尔布河畔明希韦勒是德国莱茵兰-普法尔茨州的一个市镇。总面积27.19平方公里，总人口2935人，其中男性1447人，女性1488人（2011年12月31日），人口密度108人/平方公里。